# Сентервилл (Мэриленд)
Сентервилл (англ. Centreville) — город в США, административный центр округа Куин-Анс штата Мэриленд. Население — 4727 человек (2020).

## География
Сентервилл расположен по координатам 39°02′33″ с. ш. 76°03′51″ з. д. (39.042537, -76.064218). По данным Бюро переписи населения США в 2010 году город имел площадь 6,36 км², из которых 6,35 км² — суша и 0,01 км²— водоёмы. В 2017 году площадь составила 7,09 км², из которых 7,09 км² — суша и 0,00 км² — водоёмы.

## Демография
| Год переписи                          | Нас. |  | %±     |
| ------------------------------------- | ---- |  | ------ |
| 1870                                  | 915  |  | —      |
| 1880                                  | 1196 |  | 30,7%  |
| 1890                                  | 1309 |  | 9,4%   |
| 1900                                  | 1231 |  | −6%    |
| 1910                                  | 1435 |  | 16,6%  |
| 1920                                  | 1765 |  | 23%    |
| 1930                                  | 1291 |  | −26,9% |
| 1940                                  | 1141 |  | −11,6% |
| 1950                                  | 1804 |  | 58,1%  |
| 1960                                  | 1863 |  | 3,3%   |
| 1970                                  | 1853 |  | −0,5%  |
| 1980                                  | 2018 |  | 8,9%   |
| 1990                                  | 2097 |  | 3,9%   |
| 2000                                  | 1970 |  | −6,1%  |
| 2010                                  | 4285 |  | 117,5% |
| 2020                                  | 4727 |  | 10,3%  |
| 1870–2020 Десятилетняя перепись в США |      |  |        |

Согласно переписи 2010 года, в городе проживало 4285 человек в 1568 домохозяйствах в составе 1102 семей. Плотность населения составляла 673 человека/км². Было 1694 квартир (266/км²).
Расовый состав населения:
| - 85,0% — белых - 10,6% — чёрных или афроамериканцев - 1,4% — азиатов - 0,3% — коренных американцев |

К двум или более расам принадлежало 2,3%. Доля испаноязычных составила 2,7% всего населения.
По возрастному диапазону население распределялось следующим образом: 27,5% — лица младше 18 лет, 54,6% — лица в возрасте 18-64 лет, 17,9% — лица в возрасте 65 лет и старше. Медиана возраста жителя составила 39,5 лет. На 100 человек женского пола в городе приходилось 91,0 мужчин; на 100 женщин в возрасте от 18 лет и старше — 86,5 мужчин также старше 18 лет.
Средний доход на одно домашнее хозяйство составил 96 573 доллара США (медиана — 91 375), а средний доход на одну семью — 109 396 долларов (медиана — 109 844). Медиана доходов составляла 82 878 долларов для мужчин и 50 667 долларов для женщин. За чертой бедности находилось 4,8% человек, в том числе 4,3% детей в возрасте до 18 лет и 4,9% лиц в возрасте 65 лет и старше.
Гражданское трудоустроенное население составляло 2237 человек. Основные области занятости: образование, здравоохранение и социальная помощь — 27,6%, публичная администрация — 16,8%, розничная торговля — 12,5%, ученые, специалисты, менеджеры — 12,1%.